# Bell Helicopter
Bell Helicopter («Белл») — американский производитель вертолётов и винтокрылов, входящий в конгломерат Textron. Штаб-квартира компании располагается в Форт-Уэрте, Техас. Военное производство в Техасе, гражданское — в канадском городе Мирабель. Фирма обслуживает операторов, эксплуатирующих вертолёты Bell, в 120 странах мира.
Bell Helicopter тесно сотрудничает с AgustaWestland (совместно с Agusta разработаны, например, Bell 47 и Bell 206, сублицензированный Agusta и Westland Bell 47).

## История
Компания была основана Ларри Беллом 10 января 1935 году под наименованием «Белл Эйркрафт» (Bell Aircraft Corporation).
Первоначально предприятие занималось разработкой и выпуском самолётов-истребителей. Наиболее известными машинами компании, выпущенными в период Второй мировой войны, стали удачные истребители P-39 Airacobra и P-63 Kingcobra, а также (в конце войны) — первый американский реактивный самолет P-59 Airacomet.
Одновременно с разработкой самолетов-истребителей, с начала 1940-х годов фирма начинает развивать вертолётную тематику. Начало коммерческого успеха в производстве вертолётов связано с приходом в фирму талантливого конструктора Артура Янга (англ. Arthur M. Young). Под его руководством был создан первый вертолёт компании — модель Bell 30 (первый полет 29 декабря 1942 года); впоследствии на его основе был разработан исключительно удачный (как в техническом, так и в коммерческом смысле) вертолёт Bell 47.
В 1960 году предприятие Bell Aerospace было приобретено фирмой Textron. Вертолётное подразделение Bell Aerospace (Bell Aircraft Corporation) было переименовано в Bell Helicopter Company. 
В 1976 году компания стала называться Bell Helicopter Textron, став частью конгломерата Textron.
Наиболее известной продукцией предприятия является вертолет Bell UH-1 Iroquois